# Fernand Lefère
Fernand Frederik Lefère (Roeselare, 3 februari 1919 - Brussel, 20 maart 2000) was een Belgisch volksvertegenwoordiger.

## Levensloop
Lefère promoveerde tot doctor in de rechten (1942) en licentiaat in het notariaat (1942) aan de Katholieke Universiteit Leuven. Hij vestigde zich als advocaat in Ieper. 
In 1946 werd hij gemeenteraadslid van Ieper en bleef dit tot in 1952. Van 1947 tot 1949 was hij er schepen.
In 1947 volgde hij de overleden Lucien Deschodt op als CVP-volksvertegenwoordiger voor het arrondissement Ieper en hij vervulde dit mandaat tot in 1968. Hij was voorzitter van de gezamenlijke CVP- en PSC-fractie in de Kamer.
In 1965 werd hij tot notaris benoemd, eerst in Vilvoorde, vervolgens in Brussel. In oktober 1970 werd hij verkozen als gemeenteraadslid van Brussel. Van 1977 tot 1994 was hij er schepen van financies. Hij speelde een belangrijke rol als vertrouwensman en financiële rechterhand van Paul Van den Boeynants.

## Publicaties
- (samen met Albert De Clerck,) De feitelijke scheiding der echtgenooten, Brussel, 1945.
- Het nieuw statuut inzake landpacht. Commentaar op de wet van 7 juli 1951, Kortrijk, 1951.